# Jacques Labitte
Pour les personnes ayant le même patronyme, voir Labitte.
Jacques Labitte, né à Mayenne et inhumé dans la même ville le 31 mars 1603, magistrat et écrivain français.

## Biographie
Jurisconsulte, il était le compatriote de La Croix du Maine, qui lui a consacré quelques lignes dans sa Bibliothèque française.
Il remplissait en 1584 l'office sénéchal (juge général, civil et criminel de Mayenne ; et l'on peut conjecturer qu'il était alors avancé en âge, puisqu'il s'était écoulé près de trente ans depuis la publication de l'ouvrage qui paraît destiné à sauver son nom de l'oubli. 
Sur l'invitation de Cujas, il rédigea un ouvrage de droit l'"Index legum omnium quae in Pandectis continentur" (Paris, 1557). Il a reparu depuis à Genève, 1585, in-8°, avec une préface et des notes de Guil. Guillaume Schmucke, Leipzig, 1616, et avec des corrections de Nikolaus Hieronymus Gundling, Leyde, in-8°, et Francfort (Halle), 1724, même format. 
L'utilité du travail de Labitte fut appréciée par tous les jurisconsultes ; et ce fut d'après son plan qu'Antonio Agustín et Jean-Wolfgang Freymon s'empressèrent d'éclaircir et de ranger dans un nouvel ordre, l'un les lois du Digeste, et l'autre celles du corps de droit avant Justinien. Abraham Wieling a complété ces essais, et les a réunis dans sa Jurisprudentia restituta, sive Index chronologicus in totum juris Justiniancei corpus, etc., Amsterdam, 1727, 2. vol. in-8° ; il y a ajouté, quatre opuscules, dont l'un, intitulé Usus indicis Pandectarum, est de Labitte, et est accompagné de notes de Guillaume Schmucke.  Cependant, il y eut toujours un assez grand nombre de professeurs et d'écoliers qui restèrent fidèles à Labitte, malgré le juste renom de ses continuateurs. Ceci est prouvé par Hauréau par les éditions presque récentes du livre original.
Il eut 5 enfants, dont son fils René qui devint juge général du duché de Mayenne. Ses frères: Pierre et Guillaume étaient docteurs en médecine. Labitte était un des amis d'Etienne Pasquier. Dans la collection des Lettres de Pasquier, il y en a quatre à son adresse.

## Publications
- Index legum omnium quae in Pandectis continentur... Additur postremo ejusdem indicis usus per Jac. Labittum. Paris : A. Wechelus, 1557, 2 parties en 1 vol. in-4 ̊ ;
- Index librorum omnium juris tam pontificii quam caesarei, per D. Joan. Baptistam Zilettum,... cui ultra alias editiones novissime multa addita sunt... Post haec sequitur Index legum omnium quae in Pandectis continentur... per D. Jacobum Labittum... Venise : ex officina J. Ziletti, 1566, 2 parties en 1 vol. in-4 ̊ , épître dédicatoire, table, 70-116 ff. ;
- Règlement pour la réformation et abréviation de la justice du duché de Mayne, & sièges qui en dépendent. (signé : Jacques Labitte), Paris : J. Richer, 1582, 47 ff. ; in-8 ;
- Indices juris varii Jac. Labitti, Ant. Augustini et Wolf. Freymonii, ad Pandectarum et Codicis leges, huc et illuc dispersas, suis authoribus ac libris conjunctim restituendas... (Paris) : J. Chouet, 1585, in-8 ̊ , VIII-943 p. ;
- Index legum omnium quae in Pandectis continentur, cui accessit ejusdem indicis usus (cum praefatione N. H. Gundlingii). Editio neapolitana adcuratior. Neapoli, 1759, in-8 ̊ , 6 ff. n. ch., XXIV-344 p., portr.

## Source partielle
- « Jacques Labitte », dans Louis-Gabriel Michaud, Biographie universelle ancienne et moderne : histoire par ordre alphabétique de la vie publique et privée de tous les hommes avec la collaboration de plus de 300 savants et littérateurs français ou étrangers, 2e édition, 1843-1865 [détail de l’édition]
- Hauréau, Histoire littéraire du Maine